# DeRuyter (village, New York)
Ne doit pas être confondu avec DeRuyter.
DeRuyter est un village du comté de Madison, dans l'État de New York, aux États-Unis,. En 2010, il comptait une population de 558 habitants.

## Démographie
Lors du recensement de 2010, le village comptait une population de 558 habitants. Elle est estimée, en 2019, à 524 habitants.